# Ceresium inerme
Ceresium inerme är en skalbaggsart som först beskrevs av Xavier Montrouzier 1855.  Ceresium inerme ingår i släktet Ceresium och familjen långhorningar. Inga underarter finns listade i Catalogue of Life.